# Суражевский, Анатолий Алексеевич
Анатолий Алексеевич Суражевский (1867 — после 1916) — полковник 14-го гусарского Митавского полка, герой Первой мировой войны.

## Биография
Православный. Из мещан. Образование получил в Тверской гимназии.
На военную службу вступил 1 сентября 1884 года. Окончил Тверское кавалерийское юнкерское училище по 2-му разряду, был произведен корнетом в 12-й драгунский Мариупольский полк. Произведен в поручики 25 марта 1892 года. Позднее переведен в 1-й лейб-драгунский Московский полк. Произведен в штабс-ротмистры 15 марта 1894 года, в ротмистры — 15 марта 1902 года. Командовал эскадроном в течение 11 лет и 11 месяцев. 26 февраля 1912 года произведен в подполковники с переводом в 14-й драгунский Малороссийский полк.
6 января 1914 года переведен в 14-й гусарский Митавский полк, в рядах которого и вступил в Первую мировую войну. Пожалован Георгиевским оружием
За то, что в бою под пос. Липском 22 августа 1914 года с двумя спешенными эскадронами под убийственным огнем противника, личным примером довел эскадроны до удара в штыки, выбил не менее роты немецкой пехоты из занимаемого ими перелеска. Взято в плен: 1 офицер, 34 пехотинца и захвачено несколько подвод с вещами и амуницией.
Удостоен ордена Св. Георгия 4-й степени
За то, что 3 июля 1915 года, во время боя в районе д. д. Нерадово-Луково, находясь на самом левом фланге расположения бригады, назначенной для конной атаки противника, и заметив, что в тылу и на фланге боевого порядка находятся немцы, поражавшие наши части в тыл и фланг, —  лично и верно оценив обстановку, грозившую общему нашему положению, самоотверженно и не колеблясь бросился со своими эскадронами на эту группу немцев, смял их и обратил в бегство, чем оказал решительное содействие общему успеху атаки.
Произведен в полковники 26 марта 1916 года на основании Георгиевского статута. На 5 декабря 1916 года — в том же чине в том же полку. Дальнейшая судьба неизвестна. Был женат.

## Награды
- Орден Святого Станислава 3-й ст. (ВП 1.07.1902)
- Орден Святой Анны 3-й ст. (ВП 14.09.1906)
- Орден Святого Станислава 2-й ст. (ВП 11.05.1914)
- Георгиевское оружие (ВП 2.06.1915)
- Орден Святого Владимира 4-й ст. с мечами и бантом (ВП 12.11.1915)
- Орден Святого Георгия 4-й ст. (ВП 26.09.1916)
- Орден Святой Анны 2-й ст. с мечами (ВП 5.12.1916)